# Мельникова Ангеліна Романівна
Ангеліна Романівна Мельникова (нар. 18 липня 2000 року, Воронеж, Росія) — російська гімнастка, Олімпійська чемпіонка 2020 на командній першості, абсолютна чемпіонка світу в особистому багатоборстві 2021, бронзовий призер Олімпійських ігор 2020 в багатоборстві та вільних вправах, срібний призер Олімпійських ігор 2016 року в командній першості, дворазовий срібний призер чемпіонату світу в командній першості (2018, 2019), дворазовий бронзовий призер чемпіонату світу 2019 року в особистому багатоборстві та вільних вправах, дворазова чемпіонка Європейських ігор 2019 року, чотириразова чемпіонка Європи (2016, 2017, 2018, 2021). Заслужений майстер спорту Росії.

## Кар'єра

### 2016

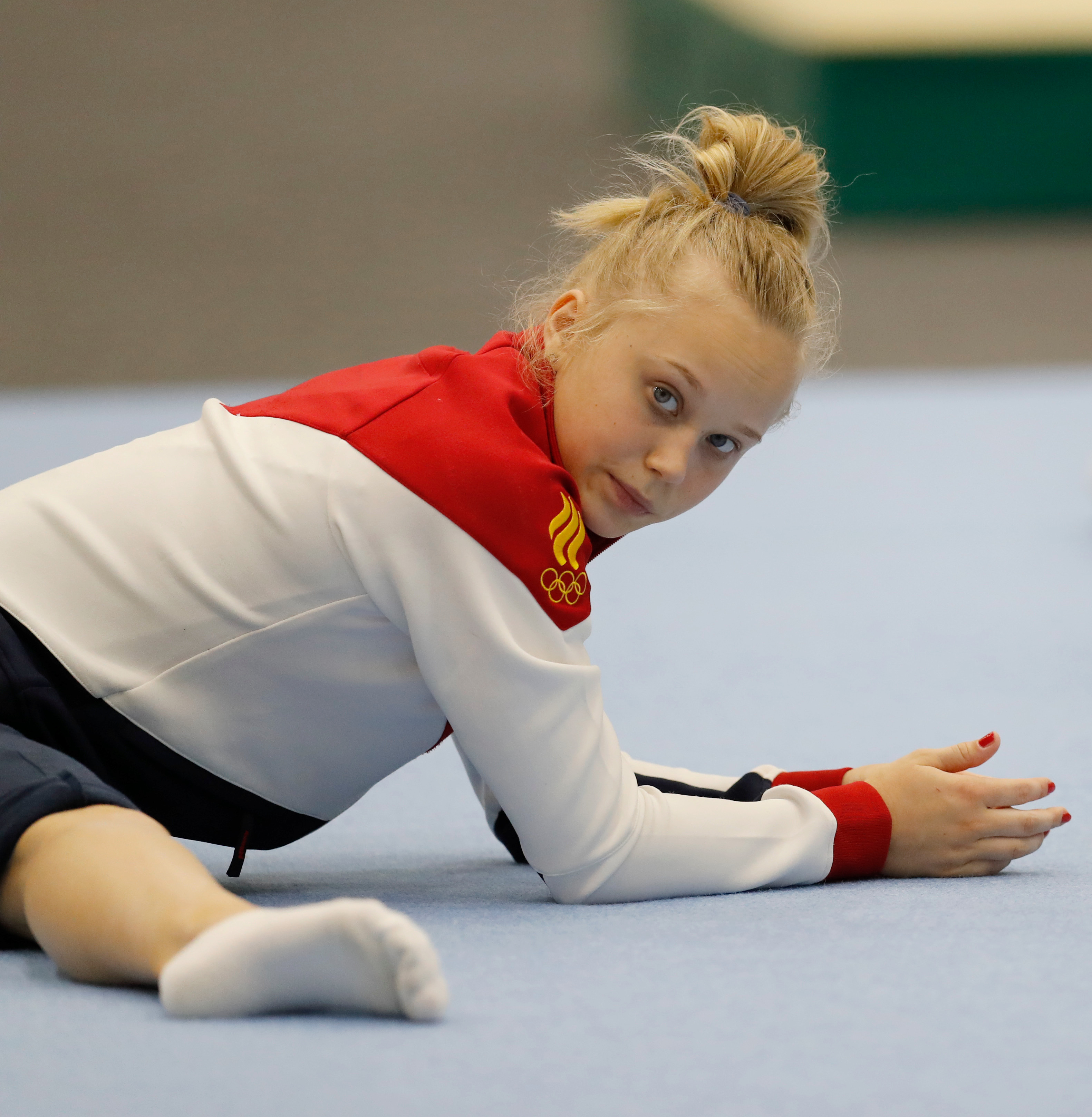
2016 рік

На чемпіонаті Росії 2016 Пензі Мельникова здобула перемогу в багатоборстві та на колоді, а також стала другою на вільних, програвши Ксенії Афанасьєвої і п'ятої на брусах.  Після успішного дебюту на дорослому рівні 15-річна гімнастка була включена до складу національної збірної.  Перемогла в командному багатоборстві на чемпіонаті Європи 2016 Берні і посіла п'яте місце на колоді.
На літніх Олімпійських іграх 2016 Ріо-де-Жанейро в складі збірної Росії стала срібним призером разом з Алієй Мустафін, Марією Пасікою, Дариною Спірідонової і Сивий Тутхалян в командній першості.

### 2017
З 2017 року Мельникова стала капітаном жіночої команди, змінивши Алію Мустафіна. На чемпіонаті Росії завоювала срібло в командному багатоборстві, бронзу в опорному стрибку і на колоді і стала 11 в особистому багатоборстві та восьмий у вільних вправах. На чемпіонаті Європи 2017 року став чемпіонкою Європи у вільних вправах з сумою 14,100 бала і посіла восьме місце в опорному стрибку. [Архівовано 10 грудня 2017 у Wayback Machine.]
У серпні виступала на Кубку Росії, де завоювала золото багатоборстві та колоді, а також бронзу в командному багатоборстві та опорному стрибку.

### 2018
У 2018 році на чемпіонаті Росії в Казані, Мельникова стала першою в багатоборстві, а також у вправах на брусах, колоді та вільних вправах. В опорному стрибку стала другою, поступившись Вікторії Трикіной.
На Кубку Росії взяла золото в командній першості, багатоборстві та брусах.
На чемпіонаті Європи 2018 року в Глазго Мельникова разом з Ангеліною Сімакова, Лілією Ахаїмова, Іриною Алексєєвої і Уляною Перебіносовой взяли золоту медаль в командній першості. Завоювала срібло в опорному стрибку і бронзу на різновисоких брусах.
Завоювала срібло на чемпіонаті світу 2018 року в Досі в командній першості, а також п'яте місце в багатоборстві і четверте місце у вільних вправах.

### 2019
У 2019 на чемпіонаті Росії завоювала срібну медаль в команді в складі ЦФО, а також срібло в опорному стрибку і у вправі на колоді. На брусах стала третьою, а вільних вправах перемогла.
У березні 2019 року в складі збірної Росії (Олександра Щеколдін, Ангеліна Мельникова, Дарія Белоусова, Ангеліна Сімакова і Ксенія Клименко) посіла друге місце на Командному кубку виклику (англ. Team Challenge Cup) в Штутгарті.
На чемпіонаті Європи 2019 Щецині завоювала бронзову медаль в особистому багатоборстві, а також срібло у вправі на брусах і бронзу - у вільних вправах.

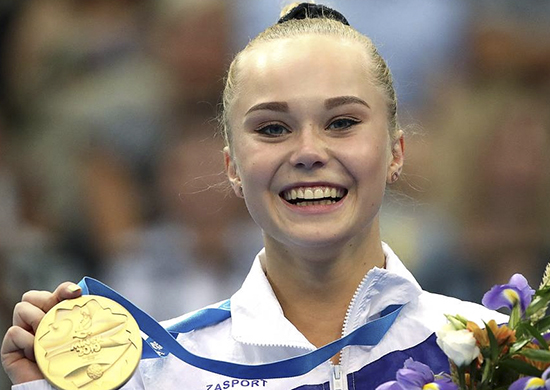
На Європейських іграх 2019

На Європейських іграх 2019 завоювала золото в особистому багатоборстві та брусах, а також срібло в опорному стрибку і на колоді.
На чемпіонаті світу 2019 Штутгарті в складі збірної Росії завоювала командне срібло, а також бронзову медаль в особистому багатоборстві та у вільних вправах.

### 2021
На чемпіонаті Європи 2021 Базелі обійшла в кваліфікації дебютантку Вікторію Лістунова, але в основних змаганнях в особистому багатоборстві допустила грубі помилки у вправах на колоді і на брусах і в підсумку стала срібним призером, поступившись Лістунова. У змаганнях на окремих снарядах виграла свою чётвертую золоту медаль чемпіонатів континенту, показавши кращий результат у вправах на брусах, а також посіла третє місце в опорному стрибку і друге - у вільних вправах.
На літніх Олімпійських іграх 2020 на Токіо Мельникова стала чемпіонкою в командному багатоборстві разом з Вікторією Лістунова, Владиславою Уразовой і Лілією Ахаїмова з результатом 169,528, випередивши збірну США (результат 166,096 відповідно). В особистому багатоборстві завоювала бронзу поступившись Сунісе Лі і Ребеці Андраде. В опорному стрибку посіла п'яте місце і восьме місце на брусах. На наступний день завоювала бронзову медаль у вільних вправах поступившись Джейд Кері і Ванессі Феррарі і поділила однакові бали з Маї Муракамі, вигравши свою другу бронзову медаль і четверту олімпійську медаль.
На чемпіонаті світу 2021 стала чемпіонкою світу в особистому багатоборстві. Золото Мельникової в особистому багатоборстві стало першим для Росії з 2010 року, коли чемпіонкою стала Алія Мустафіна. Через 2 дні після перемоги в багатоборстві завоювала бронзову медаль в опорному стрибку. На наступний день завоювала срібну медаль у вільних вправах.

## Цікаві факти
В інтерв'ю Спорт-Експрес поскаржилася на бан російських спортсменів:
| Глядя из сегодняшнего дня — пандемия так, разминочкой была, похоже. Очень жесткая история. Не хочется себя жалеть, но порой и правда сидишь и думаешь. А почему именно моя карьера выпала на такие тяжелые годы? Что я сделала не так? И главное, что от меня ведь ничего и не зависит. Я ничего не могу с этим поделать. |
Жодного співчуття українським людям, яких вбиває Росія, Мельникова не висловила. Заявила, що ніколи в житті не змінить громадянство.

## Нагороди
- Медаль ордена «За заслуги перед Вітчизною» I ступеня (25 серпня 2016 року) — за високі спортивні досягнення на Іграх XXXI Олімпіади 2016 року в місті Ріо-де-Жанейро (Бразилія)[20].
- Заслужений майстер спорту Росії (2016)[21].
- Орден Дружби (11 серпня 2021) - за великий внесок у розвиток вітчизняного спорту, високі спортивні досягнення, волю до перемоги, стійкість і цілеспрямованість, проявлені на Іграх XXXII Олімпіади 2020 року в місті Токіо (Японія)
- Медаль «За зміцнення бойової співдружності» (2021)